# KAT-TUN LIVE TOUR 2018 CAST
『KAT-TUN LIVE TOUR 2018 CAST』(カトゥーン ライヴ ツアー 2018 キャスト)は、KAT-TUNの14枚目のDVD/Blu-ray Discである。2019年4月17日にジェイ・ストームから発売。

## 概要
本作品は、昨年再始動したKAT-TUNの4年ぶりの全国ツアーから、ツアーファイナルの地である大阪城ホールで、2018年10月20日(夜の部)に行われた公演の様子が収録されている。最新アルバム「CAST」の楽曲やヒットシングルが多数披露されたライブの模様を楽しめる。
本作はBlu-ray完全生産限定盤、DVD初回限定盤、DVD通常盤の3仕様でリリースされる。Blu-ray完全生産限定盤には再始動後初のライブとなった昨年4月の東京・東京ドーム公演「KAT-TUN LIVE 2018 UNION」の全曲がMCも含めて収録されるほか、「UNION」と「CAST」の様子を左右双方向で楽しめる84ページのブックレットが封入される。KAT-TUNにとって初めてのBlu-ray作品となっている。DVD初回限定盤には特典映像として、本編収録曲のうち4曲を異なるアングルで楽しめる「オリジナルCAST angle」、ツアー最終公演のダブルアンコールの様子、ツアーの舞台裏やメンバーインタビューを織り交ぜた約60分のドキュメント映像が収められる。

## 収録曲

### 本編映像
※Blu-ray完全生産限定盤ではDISC 1にまとめて収録。

#### DISC 1
1. OVERTURE
2. New Genesis
3. FIRE STORM
4. ONE DROP
5. UNLOCK
6. 喜びの歌
7. 願い
8. READY FOR THIS!
9. DIRTY, SEXY, NIGHT
10. Ask Yourself
11. Don't wait
12. Sweet Birthday
13. GREATEST JOURNEY
14. MC
15. vivid LOVE
16. UNIVERSE - 宇宙Six
17. Marionation - 中丸雄一
18. World's End. - 上田竜也
19. One way love - 亀梨和也

#### DISC 2
1. Real Face#2
2. ツイテオイデ
3. BIRTH
4. Love yourself 〜君が嫌いな君が好き〜
5. DON'T U EVER STOP
6. KISS KISS KISS
7. Will Be All Right
8. アイノオカゲ
9. 薫
10. Unstoppable
11. Peacefuldays
12. ノーマター・マター
13. FUNtastic

### 特典映像

#### Blu-ray完全生産限定盤「KAT-TUN LIVE 2018 UNION」
- ※は3人体制初披露。

DISC 2
1. OVERTURE
2. 君のユメ ぼくのユメ
3. Real Face#2
4. SHE SAID... ※
5. LIPS
6. ONE DROP
7. Keep the faith
8. SIX SENSES ※
9. HEARTBREAK CLUB ※
10. KISS KISS KISS
11. I LIKE IT ※
12. YOU
13. Polaris ※
14. DON’T U EVER STOP
15. UNLOCK
16. RUSH OF LIGHT ※
17. ノーマター・マター ※
18. (MC)
19. SMILE ※
20. 4U
21. Love yourself ～君が嫌いな君が好き～ ※
22. RAY - 亀梨和也
23. 愛のコマンド - 上田竜也
24. RIGHT NOW - 中丸雄一
25. In Fact
26. RESCUE
27. CHANGE UR WORLD
28. BIRTH
29. WHITE
30. Going!
31. SIGNAL ※
32. BRAND NEW STAGE
33. Ask Yourself
34. Sweet Birthday
35. FUNtastic
36. GREATEST JOURNEY
37. Peacefuldays
38. ハルカナ約束
39. Will Be All Right

#### DVD初回限定盤
DISC 3
1. オリジナル CAST angle
  1. FIRE STORM
  2. vivid LOVE
  3. ツイテオイデ
  4. Unstoppable
2. ハルカナ約束（Tour Final W Encore）
3. Document「The Lord of "CAST"」